# Suspiratio
Die Suspiratio (lateinisch suspirare, „tief aufatmen“, „seufzen“, „ersehnen“) ist eine musikalische Figur, die als der gezielte Einsatz von Pausen definiert wird.
Durch die suspiratio soll der Effekt der Sehnsucht oder des Seufzens erzielt werden. Sie erscheint häufig als Abwandlung einer figura corta, deren längere Note halbiert und anschließend durch eine dem halben Wert entsprechende Pause ergänzt wird. In der Psalmodie entspricht die suspiratio einer Zäsur von kurzer, unbestimmter Dauer; in der Mensuralnotation kann jede kurze Pause als suspiratio bezeichnet werden.
Jüngstes Beispiel einer suspiratio  in popularmusikalischem Zusammenhang ist die Hookline aus dem Hit Atemlos durch die Nacht der deutschen Schlagersängerin Helene Fischer. Die Textzeile des Refrains wird so mit Pausen angereichert, dass die Atemlosigkeit deutlich unterstützt wird: „Atemlos (Pause) durch die Nacht  (Pause) bis ein neuer (Pause) Tag erwacht.“